# La Delgada Línea Roja (batalla)

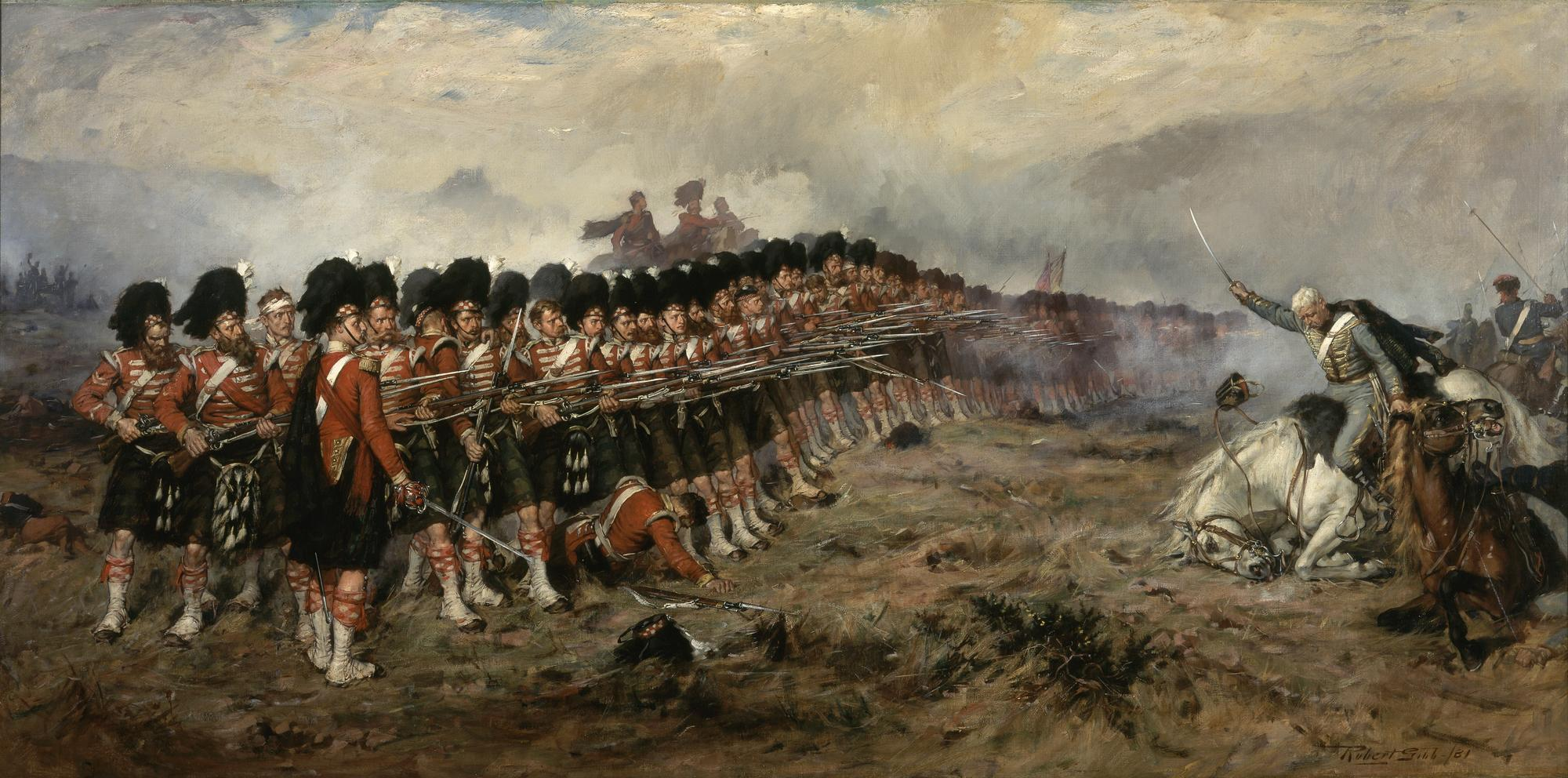
La Delgada Línea Roja, cuadro pintado por Robert Gibb.

La Delgada Línea Roja (en inglés, The Thin Red Line) fue una acción militar realizada por los casacas rojas del 93º Regimiento de Highlanders del Ejército Británico, en la batalla de Balaclava, el 25 de octubre de 1854, durante la guerra de Crimea. En este enfrentamiento el 93.º, ayudado por una pequeña fuerza de Royal Marines y algunos soldados otomanos, comandados por Sir Colin Campbell, frenó una carga de caballería rusa. Previamente a este combate, la brigada de Highlanders de Campbell había tomado parte en la batalla del río Alma y en el sitio de Sebastopol.

## La batalla
La caballería rusa, formada por 2.500 hombres, bajaba por la carretera hacia Balaclava. Era el amanecer y la única fuerza que se interponía entre la caballería que se aproximaba y el desorganizado y vulnerable campamento británico eran unos 500 soldados, en su mayoría del 93.er Regimiento de Highlanders.
Se cuenta que Campbell arengó a sus hombres diciéndoles: «No hay retirada desde aquí, soldados. Deben morir donde se encuentran».[cita requerida] El ayudante de Sir Colin dijo que le respondieron sus hombres: «Sí, Sir Colin. Si es necesario, lo haremos». Campbell formó al 93.º en dos líneas de fondo, la conocida delgada línea roja. Lo convencional era formar a los hombres en cuatro filas o en cuadrado (cuadro), ya que se consideraba que una línea de solo dos filas era incapaz de frenar una carga de caballería. Sin embargo, Campbell, un entrecano veterano con 41 años de servicio militar activo, contaba con muy pocas tropas para cubrir un frente bastante amplio. Además, no tenía muy buena opinión de la caballería rusa. Por ello, se enfrentó a la carga de caballería con una línea de fuego de solo dos hombres de profundidad.[cita requerida]
Según algunos testimonios (aunque hay versiones diferentes), el 93.º realizó hasta tres descargas de munición a 730, 460 y 320 metros, y no un único disparo a quemarropa (como en la batalla de Minden, en 1759). Sin embargo, la densidad de fuego era baja, por lo que a pesar de algunas bajas infligidas a los rusos, estos continuaban cabalgando hacia la línea británica. Pero el general ruso, viendo lo delgada que era la línea de infantería que se les enfrentaba (considerada generalmente incapaz de frenar una carga de caballería), dedujo que eran solo una trampa y que les aguardaba tras esa fila de soldados una fuerza mucho mayor, por lo que ordenó una retirada. Viendo esto, algunos de los Highlanders iniciaron un contraataque, pero Sir Colin lo frenó al grito de: «¡93º, manden al infierno todo su entusiasmo!».
El corresponsal de guerra del periódico inglés The Times, William H. Russell, escribió que no vio nada entre la carga de caballería rusa y la base de operaciones británica en Balaclava salvo la «delgada raya roja culminada con una línea de acero» del 93.º. Este hecho se conoce popularmente como «la delgada línea roja», una frase que simboliza la sangre fría británica en la batalla.
La batalla fue inmortalizada en un cuadro, del mismo nombre, por el pintor escocés Robert Gibb en 1881, el cual está expuesto en el Museo Nacional de la Guerra en el Castillo de Edimburgo. Esta batalla también es conmemorada con una pintura que se encuentra en el vestíbulo de la escuela donde se formó Colin Campbell, el High School of Glasgow. Pero Campbell no es la única persona de este colegio que se convirtió en un famoso comandante, puesto que otro de sus más ilustres alumnos fue el general John Moore, el cual combatió durante la Guerra de la Independencia Española.

## Otros usos del término
- El término «La Delgada Línea Roja» posteriormente hizo referencia al Ejército Británico y a su función de defender el Imperio británico. La frase que deriva de ella, «La delgada línea azul», hace referencia a las fuerzas policiales del Reino Unido.
- Rudyard Kipling escribió el poema Tommy, que tiene las líneas: «Then it's Tommy this, an' Tommy that, an' Tommy, 'ow's yer soul? / But it's Thin red line of 'eroes when the drums begin to roll» ("Entonces «Tommy esto» y «Tommy aquello» y «Tommy, ¿cómo está tu alma?» Pero cuando suenan los tambores, son una línea de héroes en rojo.").[nota 4]
- El escritor James Jones escribió una novela sobre los soldados de los Estados Unidos que lucharon en la batalla de Guadalcanal durante la Segunda Guerra Mundial, titulada La delgada línea roja. El libro fue adaptado al cine en dos ocasiones, la primera vez en 1964 con La delgada línea roja y la otra en 1998, con la también llamada La delgada línea roja.
- George MacDonald Fraser describe «La Delgada Línea Roja», la Carga de la Brigada ligera y la Carga de la Brigada pesada en su novela Flashman at the Charge.
- En la película de 1968 Carry On... Up the Khyber, un soldado dibuja una delgada línea roja en el suelo con pintura y un pincel, explicando que el enemigo no podría cruzarla.
- En el juego para ordenador Age of Empires III, «la delgada línea roja» es una habilidad que solo los británicos pueden usar. Esta habilidad les otorga mayor resistencia a las unidades de infantería, pero disminuye su velocidad.